# لیونل ولز، ششمین بارون ولز
لیونل ولز، ششمین بارون ولز (انگلیسی: Lionel Welles, 6th Baron Welles; c. 1406 – ۲۹ مارس ۱۴۶۱) پرسنل نظامی بود. وی همچنین مفتخر به دریافت نشان بند جوراب شده است.